# Чемпіонат Європи з футболу серед жінок 2013
Чемпіонат Європи з футболу серед жінок 2013 — одинадцятий чемпіонат Європи з футболу серед жінок, що проходив у Швеції з 10 по 28 липня 2013 року.

## Вибір місця проведення
На проведення чемпіонату претендували п'ять країн, які надали свої заявки.
- Швейцарія (заявка не пройшла до фіналу)
- Болгарія (заявка не пройшла до фіналу)
- Польща (заявка не пройшла до фіналу)
- Нідерланди
- Швеція

4 жовтня 2010 року в фінальному раунді заявка Швеції здобула перемогу і отримали в результаті право на проведення турніру.

## Стадіони
| Гетеборг                         | Сольна                                                                                           | Норрчепінг                       |
| -------------------------------- | ------------------------------------------------------------------------------------------------ | -------------------------------- |
| «Гамла Уллеві»                   | «Френдз Арена»                                                                                   | «Норрчепінг Ідроттспарк»         |
| Місткість: 16,600                | Місткість: 50,000                                                                                | Місткість: 10,500                |
| 3 матчі в групах, 1 півфінал     | Фінал                                                                                            | 3 матчі в групах, 1 півфінал     |
|                                  |                                                                                                  |                                  |
| Лінчепінг                        | Гальмстад Векше Гетеборг Сольна Кальмар Норрчепінг Лінчепінгclass=notpageimage\| Міста-господарі | Кальмар                          |
| «Лінчепінг Арена»                | Гальмстад Векше Гетеборг Сольна Кальмар Норрчепінг Лінчепінгclass=notpageimage\| Міста-господарі | «Гульдфогельн Арена»             |
| Місткість: 7,300                 | Гальмстад Векше Гетеборг Сольна Кальмар Норрчепінг Лінчепінгclass=notpageimage\| Міста-господарі | Місткість: 10,900                |
| 3 group matches, 1 quarter-final | Гальмстад Векше Гетеборг Сольна Кальмар Норрчепінг Лінчепінгclass=notpageimage\| Міста-господарі | 3 group matches, 1 quarter-final |
|                                  | Гальмстад Векше Гетеборг Сольна Кальмар Норрчепінг Лінчепінгclass=notpageimage\| Міста-господарі |                                  |
| Гальмстад                        | Гальмстад Векше Гетеборг Сольна Кальмар Норрчепінг Лінчепінгclass=notpageimage\| Міста-господарі | Векше                            |
| «Ер'янс Валль»                   | Гальмстад Векше Гетеборг Сольна Кальмар Норрчепінг Лінчепінгclass=notpageimage\| Міста-господарі | «Мирешегус Арена»                |
| Місткість: 7,500                 | Гальмстад Векше Гетеборг Сольна Кальмар Норрчепінг Лінчепінгclass=notpageimage\| Міста-господарі | Місткість: 10,000                |
| 3 матчі в групах, 1 чвертьфінал  | Гальмстад Векше Гетеборг Сольна Кальмар Норрчепінг Лінчепінгclass=notpageimage\| Міста-господарі | 3 матчі в групах, 1 чвертьфінал  |
|                                  | Гальмстад Векше Гетеборг Сольна Кальмар Норрчепінг Лінчепінгclass=notpageimage\| Міста-господарі |                                  |

## Груповий раунд

### Група A
| Key | Key                                |
| --- | ---------------------------------- |
|     | Команда кваліфікувалась до плей-оф |

| Команда   | І | В | Н | П | ЗМ | ПМ | РМ | О |
| --------- | - | - | - | - | -- | -- | -- | - |
| Швеція    | 3 | 2 | 1 | 0 | 9  | 2  | +7 | 7 |
| Італія    | 3 | 1 | 1 | 1 | 3  | 4  | −1 | 4 |
| Данія     | 3 | 0 | 2 | 1 | 3  | 4  | −1 | 2 |
| Фінляндія | 3 | 0 | 2 | 1 | 1  | 6  | −5 | 2 |

### Група B
| Key | Key                                |
| --- | ---------------------------------- |
|     | Команда кваліфікувалась до плей-оф |

| Команда    | І | В | Н | П | ЗМ | ПМ | РМ | О |
| ---------- | - | - | - | - | -- | -- | -- | - |
| Норвегія   | 3 | 2 | 1 | 0 | 3  | 1  | +2 | 7 |
| Німеччина  | 3 | 1 | 1 | 1 | 3  | 1  | +2 | 4 |
| Ісландія   | 3 | 1 | 1 | 1 | 2  | 4  | −2 | 4 |
| Нідерланди | 3 | 0 | 1 | 2 | 0  | 2  | −2 | 1 |

### Група C
| Key | Key                                |
| --- | ---------------------------------- |
|     | Команда кваліфікувалась до плей-оф |

| Команда | І | В | Н | П | ЗМ | ПМ | РМ | О |
| ------- | - | - | - | - | -- | -- | -- | - |
| Франція | 3 | 3 | 0 | 0 | 7  | 1  | +6 | 9 |
| Іспанія | 3 | 1 | 1 | 1 | 4  | 4  | 0  | 4 |
| Росія   | 3 | 0 | 2 | 1 | 3  | 5  | −2 | 2 |
| Англія  | 3 | 0 | 1 | 2 | 3  | 7  | −4 | 1 |

### Таблиця команд, що посіли треті місця
Найкращі дві команди виходять до плей-оф, команди оцінюються тільки за набраними очками. УЄФА застосувала цей принцип з метою уникнення маніпулювань результатами зі сторони команд перед останніми матчами у групі. Оскільки в Данії та Росії була однакова кількість очок, УЄФА, згідно з регламентом, провела жеребкування, у якому путівку до плей-оф отримала Данія.
| Група | Команда  | І | О | Жеребкування |
| ----- | -------- | - | - | ------------ |
| B     | Ісландія | 3 | 4 | –            |
| A     | Данія    | 3 | 2 | перемога     |
| C     | Росія    | 3 | 2 | поразка      |

## Плей-оф
|  | Чвертьфінали         | Чвертьфінали          |                     |       | Півфінали | Півфінали |  |  | Фінал | Фінал |
|  |                      |                       |                     |       |           |           |  |  |       |       |
|  | 21 липня – Гальмстад |                       |                     |       |           |           |  |  |       |       |
|  |                      |                       |                     |       |           |           |  |  |       |       |
|  | Швеція               | 4                     |                     |       |           |           |  |  |       |       |
|  | Швеція               | 4                     | 24 липня – Гетеборг |       |           |           |  |  |       |       |
|  | Ісландія             | 0                     |                     |       |           |           |  |  |       |       |
|  | Ісландія             | 0                     | Швеція              | 0     |           |           |  |  |       |       |
|  | 21 липня – Векше     |                       | Швеція              | 0     |           |           |  |  |       |       |
|  |                      | Німеччина             | 1                   |       |           |           |  |  |       |       |
|  | Італія               | Німеччина             | 1                   | 0     |           |           |  |  |       |       |
|  | Італія               |                       | 28 липня – Сольна   | 0     |           |           |  |  |       |       |
|  | Німеччина            | 1                     |                     |       |           |           |  |  |       |       |
|  | Німеччина            | 1                     | Німеччина           | 1     |           |           |  |  |       |       |
|  | 22 липня – Кальмар   |                       | Німеччина           | 1     |           |           |  |  |       |       |
|  |                      | Норвегія              | 0                   |       |           |           |  |  |       |       |
|  | Норвегія             | Норвегія              | 0                   | 3     |           |           |  |  |       |       |
|  | Норвегія             | 25 липня – Норрчепінг |                     | 3     |           |           |  |  |       |       |
|  | Іспанія              | 1                     |                     |       |           |           |  |  |       |       |
|  | Іспанія              | 1                     | Норвегія (пен. )    | 1 (4) |           |           |  |  |       |       |
|  | 22 липня – Лінчепінг |                       | Норвегія (пен. )    | 1 (4) |           |           |  |  |       |       |
|  |                      | Данія                 | 1 (2)               |       |           |           |  |  |       |       |
|  | Франція              | Данія                 | 1 (2)               | 1 (2) |           |           |  |  |       |       |
|  | Франція              |                       |                     | 1 (2) |           |           |  |  |       |       |
|  | Данія (пен. )        | 1 (4)                 |                     |       |           |           |  |  |       |       |
|  | Данія (пен. )        | 1 (4)                 |                     |       |           |           |  |  |       |       |